# Pozzo Ardizzi

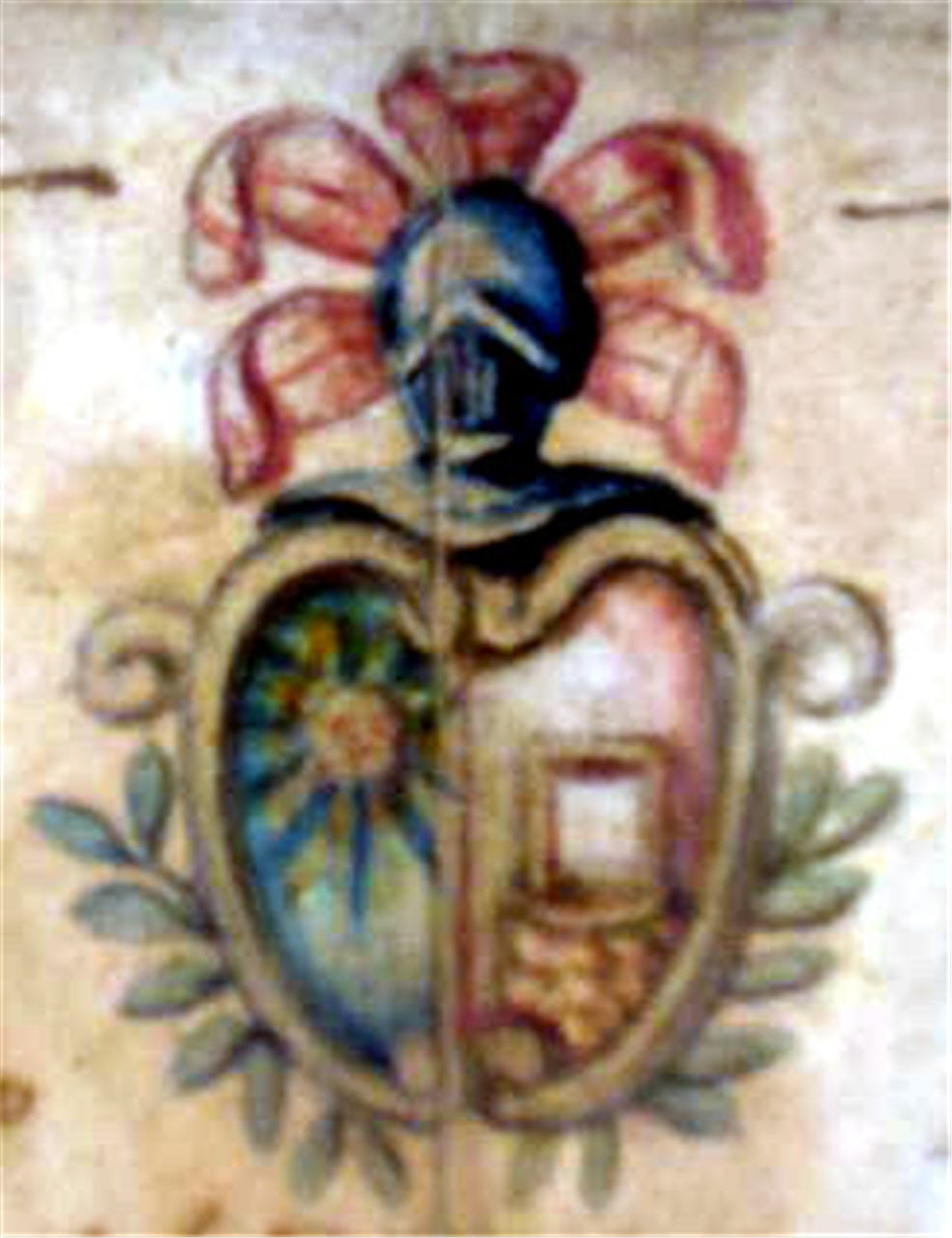
Escudo heráldico del apellido Pozzo Ardizzi.

Pozzo Ardizzi, apellido oriundo de la ciudad de Vigevano, provincia de Pavía (Italia), que se conformó aproximadamente a mediados del siglo XV a partir de una rama de la familia que se separó del noble apellido Ardizzi.

## Historia
Ricos propietarios de terrenos, bosques y comerciantes de telas y lana, estaban asentados afuera de la ciudad, en el distrito del Valle, orientado hacia el camino de Pavía, al pie de la terraza del río Tesino, en paralelo a la costa del municipio.
Se desconoce cómo se originó el apellido compuesto Pozzo Ardizzi. La hipótesis con mayor relevancia es que ese cambio se produjo por motivos nobiliarios (por ejemplo, situaciones de orden político o por uniones entre familias).
Su primer integrante fue Antonio Pozzo Ardizzi, descendiente de Francesco Ardizzi (fallecido en Vigevano en el año 1399). Antonio, junto con su hijo el cardenal Abramo Ardizzi (también mencionado como Abraam del Pozo-Ardicio), obispo de Senigallia, fundaron en Vigevano, entre 1421 y 1424, una iglesia en valoración a San Martino bajo el título de la Assunzione della Beatissima Vergine Maria, e di S. Jeronimo Dottor della Santa Chiesa, e di S. María Maddalena. Por esta acción obtienen del papa Eugenio IV indulgencia plenaria perpetua de tres años y un período de cuarentena durante la fiesta de la Assunzione della Madonna y la fiesta de Santo Ieronimo: Traditiio possessionis ac litentia concessa etc.
En la pared del altar de la capilla, sobre la mano derecha, se podía leer la siguiente inscripción:

D. O. M
Reliq. sanc. cruc. Domini nostri Jesu Cristi, et Sanctorum Lazzari,
Maximini, Paulini, M. Magdalenae, B. Rosae, et ex lapidibus locorum
ascensionis Dominicae, montis Calvarii, assumptionis, et sepulcri B. M.
V. per nob. Abraham Ardicium S.R.E. cardinalem ex civitate Segnogalia,
cujus fuit Episcopus, Viglevanum patriam suam allatis.
Anno CIɔCCCCXL
Antonius Ardicius abnepos.
P, P.
Anno CIɔIɔCVI Ibidus JuniiAnno CIɔIɔCVI Ibidus Junii

La iglesia fue destruida en 1800 y una de sus reliquias, donada por Abramo, fue transferida a la iglesia de S. Francesco, en Vigevano.
Abramo Ardizzi tuvo un importante papel como diplomático en la paz lograda el 6 de junio de 1449 entre Vigevano y el conde Francesco Sforza. A partir del acuerdo, Vigevano aceptó a Francesco Sforza como su «signore» lo que motivó el ingreso de un contingente armado, la anulación del derecho a saquear y se puso la ciudad bajo la protección de la duquesa Bianca Maria Visconti (esposa de Francesco e hija del duque Filippo Maria Visconti, gobernante de Milán).
Abramo fue gobernador de Alessandria, embajador del duque Filippo ante el rey de Francia, Carlos VII, y el rey de Nápoles Renato, duque de Anjou (Anjio), conde de Provenza. En 1455 fue alcalde de Vigevano.
A cambio de los servicios prestados en las embajadas, Abramo obtuvo el castillo y la tierra de Colonnella en el Abruzzo, con el título de conde.

## Poemetto latino
Fragmento del poema De originibus populi Viglaevanensis (Initia et origines nostri populi Viglevanensis) sobre el origen de la ciudad de Vigevano, escrito por el padre dominico Agostino della Porta (o Agostino Della-Porta) el 22 de julio de 1490, donde se menciona a la familia Ardizzi:

Ardiciique superba domus, cui desuper uni
Exhibitum est, inter nostrorum nomina patrum,
Stulta pati, sapiensque mori, et male vivere semper,
Praeque aliis efferre suos: hinc edita ferturx

## Árbol genealógico

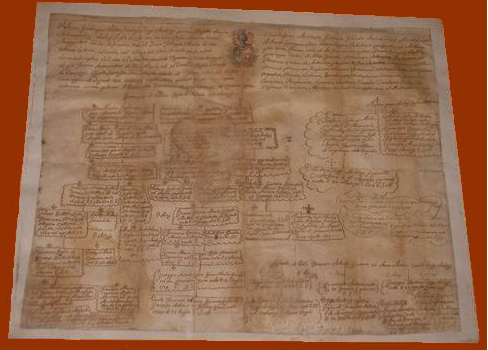
Árbol genealógico del apellido Pozzo Ardizzi.

Aún se continúa la tradición familiar de transferir de primogénito varón a primogénito varón un cuadro con el árbol genealógico del apellido Pozzo Ardizzi, que comienza con la descripción de los hijos de Antonio, Luchino y Mateo, en el siglo XV y finaliza con sus descendientes en el siglo XIX.
En el año 2007, Daniel Pozzo Ardizzi encargó la recuperación del documento a Mario Silvio Goren, restaurador de colecciones histórico-artísticas y docente en materia de Conservación Preventiva y Restauración.

## Siglos XIX, XX y XXI
Durante los últimos años del siglo XIX, algunos descendientes de la familia Pozzo Ardizzi ―Cesare F. Antonio, Rosa, Catterina, Luigi y Giovanni Battista― emigraron de Vigevano hacia la Argentina, donde inicialmente se establecieron en la ciudad de Bahía Blanca (en el sur de la provincia de Buenos Aires).
Giovanni falleció en el año 1916 y su esposa ―junto con sus tres hijos nacidos en Argentina (dos varones y una mujer)― regresaron a Italia. Los otros hermanos se quedaron definitivamente en América del Sur.
En el siglo XXI, la mayor cantidad de descendientes con el apellido Pozzo Ardizzi se encuentran en Argentina, con unas pequeñas familias distribuidas en Italia y Brasil.

## El escritor
Luigi Pozzo Ardizzi se casó con Lucía Fantino con quien tuvo tres hijos, uno de los cuales va a ser Luis Hipólito Antonio Pozzo Ardizzi (13 de agosto de 1901-diciembre de 1965). Profesor, escritor y periodista, tuvo una importante participación en al radioteatro argentino durante los años cuarenta y cincuenta. Su aporte a este género lo hizo tanto con la creación de distintas obras como en la dirección de compañías teatrales radiotelefónicas. Además, escribió en los diarios La Razón, La Prensa, para la editorial Atlántida (de Buenos Aires) y la revista Caras y Caretas. Publicó cuentos humorísticos, novelas y poesías.

## La Pichona (1909)

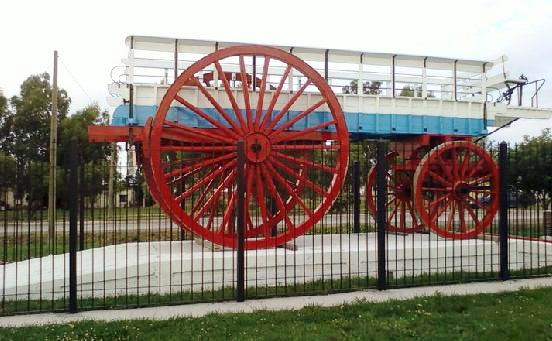
Carreta La Pichona.

Uno de los hijos de Cesare F. Antonio Pozzo Ardizzi, César Juan Bautista, compró en 1909 en la ciudad de Tandil, a los 17 años de edad, una carreta que llamó La Pichona. El vehículo tenía alrededor de 6 m de largo por 1,30 m de ancho, además dos ruedas traseras construidas con madera de lapacho, de 1600 kg, de 3,26 m de diámetro y con 22 rayos.
La Pichona era tirada por 16 caballos, todos ellos zainos, los cuales eran llamados por sus respectivos nombres. Utilizando un látigo de metro y medio y dibujando círculos al aire, sin tocar a los animales, la carreta era movilizada para transportar, durante 80 km, lana y cereales desde la ciudad de Carmen de Patagones a Stroeder (que fue punta de rieles hasta 1922, en el corredor ferroviario que venía de la ciudad de Bahía Blanca), cuyo recorrido en condiciones normales era de 5 días y con complicaciones del tiempo se podía extender a 20 días. Luego regresaba a Patagones con productos provenientes de Buenos Aires.
La Pichona constituyó el último gran transporte de tracción a sangre y con el emplazamiento de las vías hasta Patagones en 1922, la familia Pozzo Ardizzi redujo su accionar comunicando los parajes cercanos a los que no estaban servidos por el ferrocarril.
En los años cincuenta quedó abandonada en una zona de campos (Cañada Honda), y en 1969 la familia Pozzo Ardizzi la donó al Museo Histórico Francisco de Viedma. Por medio de la directora Sra. Emma Nozzi se procedió a su rescate y a la exhibición como bien histórico y patrimonial frente a la plaza Siete de Marzo. Sin embargo, en ese terreno se construyó un Centro Cívico, con lo cual se arrumbó a La Pichona en el entonces Club Hípico Fuerte del Carmen, expuesta a daños, vandalismo e inclemencias del tiempo.
Luego de que varias gestiones políticas para rescatar la carreta no tuvieran resultado favorable, en el año 2009 la familia Pozzo Ardizzi decidió directamente recuperar a La Pichona y Alberto Pozzo Ardizzi encargó la restauración al herrero Luis Facio.
Una vez concluidos los trabajos, que precisaron de 8 meses de ardua y meticulosa labor, La Pichona ―posiblemente uno de los pocos vehículos de similares características que aún se conservan en Argentina―, fue depositada el 8 de enero de 2011 en una plazoleta que se encuentra entre las calles Bernal e Hipólito Yrigoyen de la ciudad de Carmen de Patagones (provincia de Buenos Aires).